# محمد تقي المولى
محمد تقي المولى (1946م - ) رجل دين شيعي وسياسي عراقي، شغل سابقا منصب رئيس هيئة الحج والعمرة، ونائب سابق في الجمعية الوطنية الانتقالية.

## المسيرة
وُلد محمد تقي المولى في مدينة تلعفر في الموصل لأسرة تركمانية شيعية في تلعفر. درسَ أولاً في الموصل ثم التحق بالحوزات العلمية في النجف الأشرف في بداية الستينات ثم انتسب إلى حزب الدعوة في بداية السبعينات وكان يرأس فرع الموصل, وكان ممثلا لمحمد باقر الصدر في المحافظات الشمالية, إذ عينه أولا وكيلا عنه في الطوز عام 1972، ثم أصبح وكيلا عنه في تلعفر والموصل. وبعد قيام الثورة الإيرانية ألقي عليه القبض صدرت عليه عام 1980 مذكرة اعتقال فتوجّه إلى المملكة العربية السعودية للحج، ومن هنالك ذهب إلى سوريا وشكل فيها مع عبد العزيز الحكيم والسيد الحيدري حركة المجاهدين العراقيين بإمرة محمد تقي المولى نفسه وهدفها إسقاط حكم حزب البعث في العراق. ثم انتقلوا إلى إيران.وأصبح في إيران من قياديي مؤسسة الشهيد محمد باقر الصدر التي أسسها محمد باقر الحكيم. ثم أصبح من قيادي مكتب العراق الذي أسسه الحكيم. ثم أصبح من قيادي المجلس الأعلى للثورة الإسلامية في العراق وضمن لجنته المركزية، وهو رئيس اللجنة التنفيذية في المجلس.

## بعد الاحتلال الأمريكي
عاد إلى العراق بعد سقوط حكومة صدام حسين ليصبح عضواً في مجلس النواب ويرأس الهيئة العليا للحج والعمرة.

## اتهامه بالفساد
اتهم في سنة 2012 بالفساد ما دفعه إلى تقديم استقالته من رئاسة الحج والعمرة ولكن رئيس الوزراء لم يقبل استقالته وعاد إلى منصبه، وبرأته المحكمة لاحقا من جميع التهم.[بحاجة لمصدر]

## مؤلفاته
العديد من المؤلفات باللغتين العربية والتركمانية